# آنا آزگاپتیان

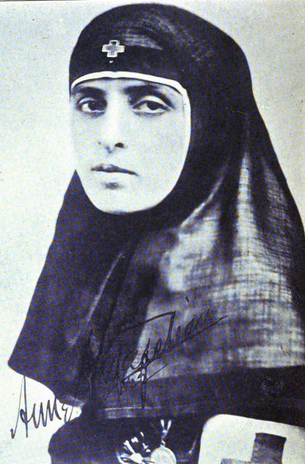

آنا آزگاپتیان (ارمنی: Աննա Ազգապետյան؛ انگلیسی: Anne Azgapetian؛ دیرتر با نام آن هیلد (انگلیسی: Anne Heald) یا آیا هیلد (انگلیسی: Aya Heald)‏۲۶ مهٔ ۱۸۸۸ – ۱ سپتامبر ۱۹۷۳) پرستار ارمنی‌تبار بود که در جریان جنگ جهانی اول در صلیب سرخ فعالیت می‌کرد. وی با یک ژنرال ارمنی ازدواج نمود و بیشتر عمر خویش را در ایالات متحده آمریکا سپری نمود.

## زندگی‌نامه
وی در ۲۶ مه ۱۸۸۸ در گرودنو (اکنون بخشی از بلاروس) به دنیا آمد و به همراه خانواده به ایالات متحده آمریکا نقل مکان نمود و در ایندیاناپلیس، ایندیانا تحصیل نمود. در سال ۱۸۹۳ به شهروندی ایالات متحده آمریکا درآمد. در سال ۱۹۱۵ با مسروپ نوتون آزگاپتیان که وی نیز به شهروندی ایالات متحده آمریکا درآمده بود ازدواج نمود. شوهر وی متولد استانبول بود و در دانشگاه کلمبیا تحصیل نموده بود. در ۱ سپتامبر ۱۹۷۳ در سن ۸۵ سالگی در درگذشت.